# Telmatobius colanensis
Telmatobius colanensis és una espècie de granota que viu al Perú.
Està amenaçada d'extinció per la pèrdua del seu hàbitat natural.